# Кызыларайский сельский округ
Кызыларайский сельский округ (каз. Қызыларай ауылдық округі) — административная единица в составе Актогайский район Карагандинской области Казахстана. Административный центр — село Акжарык.
Населения — 696 человек (2009 ; 1025 в 1999, 1414 в 1989).
По состоянию на 1989 год существовал Кызыларайский сельский совет (сёла Акжарык, Амирхан, Жунусбек, Кенасу). 2007 года являлись ликвидированы села Амирхан, Жунусбек и Кенасу .

## Состав
В состав округа входят такие населенные пункты:
| Населенный пункт | население, человек (1989) | население, человек (1999) | население, человек (2009) |
| ---------------- | ------------------------- | ------------------------- | ------------------------- |
| Акжарык, село    | 953                       | 959                       | 696                       |
| Амирхан, село    | 147                       | 18                        | -                         |
| Жунусбек, село   | 141                       | 26                        | -                         |
| Кенасу, село     | 173                       | 22                        | -                         |